# Chrášťany, České Budějovice
Chrášťany là một làng thuộc huyện České Budějovice, vùng Jihočeský, Cộng hòa Séc.